# Piper J-3 Cub
La Piper J-3 Cub és una aeronau lleugera americana que va ser construïda entre 1937 i 1947 per Piper Aircraft. L'aeronau té un disseny senzill i lleuger que li dona un bon rendiment a baixes velocitats i en pistes curtes. El Cub és una de les aeronaus lleugera més conegudes de tots els temps. La simplicitat, assequibilitat i popularitat del Cub —així com la seva gran producció amb gairebé 20 mil unitats construïdes als Estats Units— evoca comparacions amb el Ford Model T.
El Cub va ser dissenyat originalment com a avió d'entrenament i va tenir un gran èxit fent aquesta funció i com a aeronau d'aviació general. Com el seu rendiment era tant bo també se li van donar una varietat d'usos militars com avió de reconeixement, enllaç i control de terra. Va ser produït en grans quantitats durant la Segona Guerra Mundial amb la denominació de L-4 Grasshopper. Un gran nombre de Cubs volen avui dia.
El Cub és un monoplà amb un disseny d'ala alta rectangular amb una gran superfície i amb puntals de subjecció. Porta un motor amb el pistó refrigerat per aire que dona força a una hèlix fixa. El seu buc és un marc d'acer soldat cobert de teixit, i s'asseuen dues persones en tàndem.
La pintura groc crom estàndard de l'aeronau ha passat a ser coneguda com a Groc Cub o Groc Lock Haven.

## Abans de la Segona Guerra Mundial
El setembre de 1930 va aparèixer el Taylor E-2, construït per Taylor Aircraft a Bradford, Pennsilvània. Patrocinat per William T. Piper, un industrial i inversor de Bradford, l'E-2 va ser introduït per tal de fer créixer l'interès en l'aviació donada la seva assequibilitat. Posteriorment, aquell mateix any, l'empresa va fer fallida i Piper va comprar els actius mantenint el seu fundador C. Gilbert Taylor com a president. El 1936, un primer model del Cub va ser modificat per l'empleat Walter Jamouneau, mentre Taylor era de baixa, i batejat com a J-2. Quan Taylor va veure el redisseny, estava tan enfadat que va acomiadar Jamouneau. Tanmateix, Piper l'hi havia demanat els canvis a Jamouneau i el va tornar a contractar. Piper aleshores va comprar la participació de Taylor a l'empresa, pagant-li 250$ al mes per tres anys.

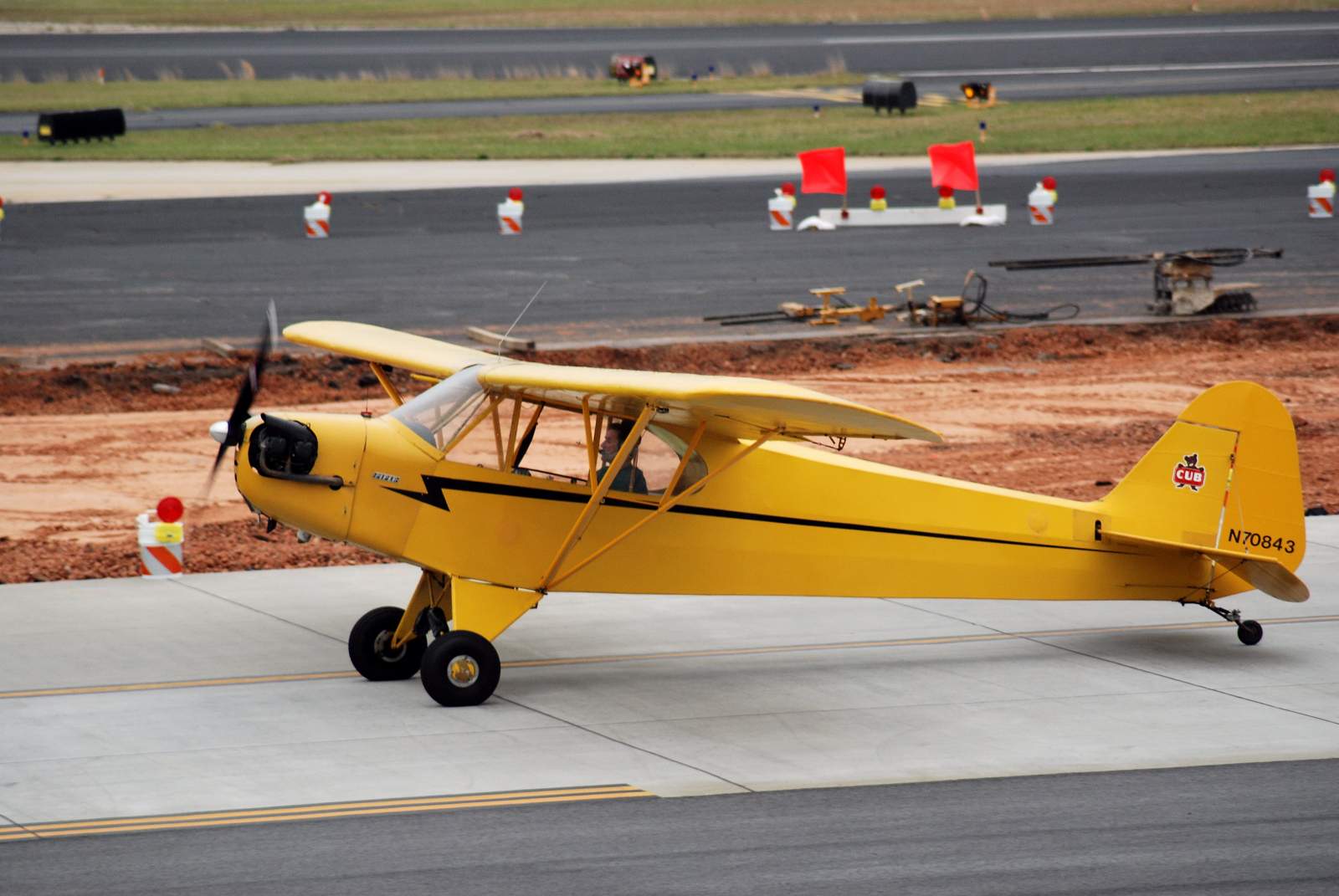
Un Piper J-3 Cub.

Tot i que les vendes inicialment eren bastant lentes es van construir aproximadament 1.200 unitats del J-2 abans que un foc a la fàbrica de Piper acabés amb la seva producció el 1938. Després que Piper va traslladar la seva empresa de Bradford a Lock Haven, el J-3, que presentava noves modificacions realitzades per Jamouneau, va reemplaçar el J-2. Els canvis principalment van ser la integració de l'aleta vertical de la cua a l'estructura de darrere del buc cobrint-lo simultàniament amb cada un dels costats del fuselatge, el canvi de la forma de la finestra lateral a un mig-oval suavitzat i la instal·lació d'una roda dirigible a la part del de la cua del J-2, unida a la part més baixa del timó amb cadenes lleugeres que es controlava amb una palanca de control de timó de doble banya. Portava un motor de 40 cavalls (30 kW) motor, l'any 1938, es venia just per damunt de 1.000$.
Un nombre de motors diferents refrigerats per aire, solien alimentar els J-3 Cub, donant lloc a diferent designacions de models segons el tipus de motor: el J3C utilitzava el Continental A-40 de 40 cavalls vapor, el J3F feia servir el Franklin 4AC, i el J3L el Lycoming O-145. Unes poques unitats anomenades J3P, van ser equipades amb el motor radial de 3 cilindres Lenape Papoose.
L'esclat d'hostilitats a Europa el 1939, juntament amb la creixent certesa que els Estats Units aviat estarien involucrats a la Segona Guerra Mundial, va donar lloc a la formació del Programa de Formació de Pilots Civils (CPTP per les seves sigles en anglès). La Piper J-3 Cub es va convertir en l'aeronau d'entrenament principal del CPTP i va jugar una funció integral en el seu èxit. Aproximadament el 75% de tots els nous pilots al CPTP (d'un total de 435.165 llicenciats) van ser entrenat en Cubs. Pel final de la guerra, el 80% de tots els pilots militars dels Estats Units havien rebut el seu vol inicial d'entrenament en Piper Cubs.
La necessitat de nous pilots va fer que el 1940, l'any abans de l'entrada dels Estats Units a la guerra, s'haguessin construït 3.016 Cubs; durant el període de guerra es va augmentar l'índex de producció a un Cub construït cada 20 minuts.

## Flitfire

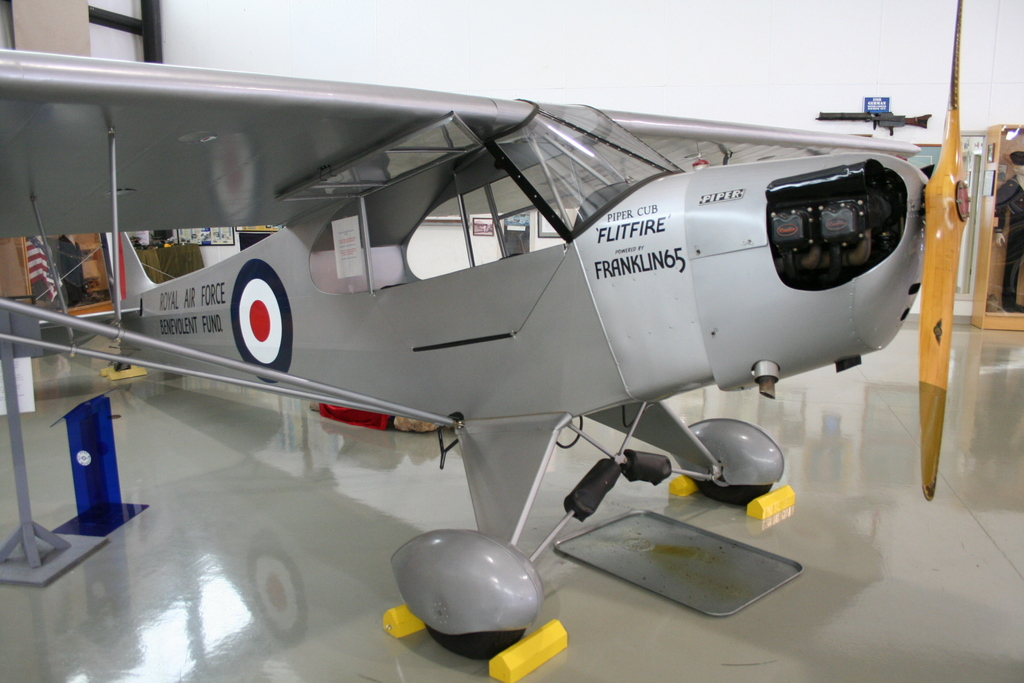
Flitfire, utilitzat en el programa per aconseguir fons de la RAF

Abans que els Estats Units entressin a la Segona Guerra Mundial, els J-3 formaven part d'un programa per aconseguir fons pel Regne Unit. Batejada com a Flitfire, una Piper Cub J3 amb la insígnia de la Royal Air Force va ser donada per W.T. Piper i Franklin Motors per ser sortejada i es va encoratjar a tots els distribuïdors de Piper dels Estats Units a fer el mateix. El 29 d'abril de 1941, 48 Flitfires, un per cadascun dels 48 estats que formaven els Estats Units en aquell temps, va volar a La Guardia Field per formar part d'una subhasta. Com a mínim tres dels Flitfires originals han estat restaurats amb el seu acabat platejat original. Un d'ells amb un motor Franklin 65, que va ser utilitzat per Orville Wright a una campanya de promoció de bons per finançar la guerra, és al Museu d'Aviació de Carolina del Nord a Asheboro.

## Servei durant la Segona Guerra Mundial

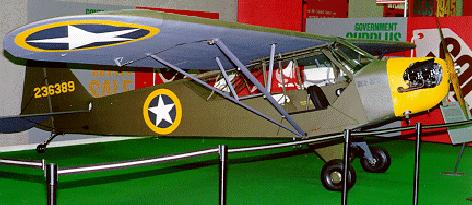
Un L-4A pintat i marcat per representar una aeronau que va volar en suport de la invasió aliada d'Àfrica Del nord el novembre de 1942

La Piper Cub va esdevindre ràpidament una imatge familiar. La Primera Dama Eleanor Roosevelt va agafar un vol en una J-3 Cub i va realitzar una sessió de fotos per promoure el CPTP. Els documentals i els diaris de l'època sovint presentaven imatges dels mandataris, com el General Dwight Eisenhower, George Patton i George Marshall, volant pels camps de batalla d'Europa a bord de Piper Cubs. Els Cubs de propietat civil es van unir a la recentment formada Civil Air Patrol, patrullant la costa est i la costa del Golf en una cerca constant de U-boot alemanys i supervivents d'atacs d'aquests submarins.
Piper va desenvolupar una variant militar designat com a O-59 (1941), L-4 (després d'Abril de 1942) i NE (U.S. Navy). El L-4 Grasshopper era mecànicament idèntic al J-3 Cub civil, però es distingia per l'ús d'una estructura de plexiglas i finestres posteriors amb una visibilitat millorada, semblant al Taylorcraft L-2 i al Aeronca L-3 que també utilitzaven les forces armades.Uns 5.413 L-4 van ser produïts per a les forces dels EUA, incloent 250 construïts per l'Armada dels EUA sota llicència com el NE-1 i NE-2.
Tots els models L-4, així com, tots els similars que tenien la cabina en tandem, com el Aeronca i el Taylorcraft, van ser anomenats "Grasshoppers". El L-4 va ser àmpliament utilitzat durant la Segona Guerra Mundial per reconeixement transport de subministraments, localització d'artilleria i evacuació mèdica de soldats ferits. Durant la invasió aliada de França el juny de 1944, la maniobrabilitat a baixes velocitats del L-4 el van convertir en una plataforma d'observació ideal per localitzar tancs alemanys amagats, canons antitanc i caçatancs com els Sturmgeschütz i Jagdpanzer que esperaven emboscats. Per aquestes operacions, el pilot generalment portava un observador/operador de ràdio i una ràdio de comunicacions molt pesant, que sovint feia superar el pes màxim de les especificacions de l'aeronau.
Després de la guerra, molts L-4 van ser venuts i reanomenats com J-3 sovint conservant la pintura de guerra, però un número considerable va continuar en servei.

Visió esquemàtica de Piper J3 Cub

## Especificacions (J3C-65 Cub)
Dades de The Piper Cub Story
Característiques generals
- Tripulació: 1
- Capacitat: 1
- Longitud: 6,8 m
- Envergadura: 10,7 m
- Alçada: 2 m
- Superfície de l'ala 16,85 m2
- Pes buit: 345 Kg
- Càrrega útil: 208,84 kg
- Pes màxim d'enlairament: 550 kg
- Motors: 1×  refrigerat per aire amb quatre cilindres oposats horitzontalment Continental A-65, 65 cv

 Rendiment 
- Velocitat màxima: 140 km/h
- Velocitat de creuer: 121 km/h
- Abast: 354 km
- Sostre de servei: 3.500 m
- Ràtio d'ascens: 2,3 m/s
- Càrrega alar: 33,4 Kg/m2
- Potència/pes: 11,35